# Montguyon
Montguyon – miejscowość i gmina we Francji, w regionie Nowa Akwitania, w departamencie Charente-Maritime.
Według danych na rok 1990 gminę zamieszkiwało 1647 osób, a gęstość zaludnienia wynosiła 91 osób/km² (wśród 1467 gmin regionu Poitou-Charentes Montguyon plasuje się na 169. miejscu pod względem liczby ludności, natomiast pod względem powierzchni na miejscu 465.).